# テーロニケー
テーロニケー（古希: Θηρονίκης, Thēronicē）は、ギリシア神話の女性である。長音を省略してテロニケとも表記される。アカイア地方の都市オーレノスの王デクサメノスの娘で、テーライポネーと双子の姉妹、またムネーシマケー、ヒッポリュテー、一説によるとデーイアネイラと姉妹。エーリス地方の双子の英雄モリオネの1人クテアトスと結婚し、アムピマコスを生んだ。アムピマコスはトロイア戦争に参加したエーリス地方の4人の武将の1人。